# آتسوشی شیمونو
آتسوشی شیمونو (انگلیسی: Atsushi Shimono؛ زادهٔ ۲۷ آوریل ۱۹۸۸) بازیکن فوتبال اهل ژاپن است.